# Лукані
Лукані — правитель (енсі) шумерської держави Лагаш. Його правління припадало на першу половину XXI століття до н. е.